# Rottne
Rottne est une localité de Suède dans la commune de Växjö située dans le comté de Kronoberg.
Sa population était de 2 417 habitants en 2019.